# انغماسی
اِنغِماسی واژه‌ای عربی است به معنای شیرجه‌زن، غوطه‌ور یا بیش‌بخشنده که در اصطلاح برخی گروه‌های تندروی تروریستی برای اشاره به برخی از افراد یا یگان‌های نظامی آن‌ها استفاده می‌شود.
در گروه‌هایی مانند داعش یا هیئت تحریرالشام، انغماسی به فرد یا یگانی گفته می‌شود که کمربند انفجاری و سلاح سبک به‌همراه دارد و تا آخرین گلوله می‌جنگد و پس از پایان رسیدن گلوله‌هایش خود را منفجر می‌کند.
تفاوت فرد انغماسی با مهاجم انتحاری (خودکُش) در این گروه‌ها این است که فرد انتحاری فقط کمربند انفجاری دارد یا سوار بر یک خودروی بمب‌گذاری شده، خود را به هدف می‌رساند و بدون درگیری با افراد مقابل خود را منفجر می‌کند، ولی انغماسی پیش از انفجار خود را درگیر می‌کند.